# Église Saint-Roch de Québec
Pour les articles homonymes, voir Église Saint-Roch.
L’église Saint-Roch de Québec est une église catholique située dans le quartier Saint-Roch, dans l'arrondissement La Cité-Limoilou, à Québec, au Québec.

## Description
C'est la plus grande église de Québec. Elle a 265 pieds (80,8 m) de longueur, 111 pieds (33,8 m) de largeur et 150 pieds (45,7 m) de hauteur. Elle est dotée d'un orgue Casavant de 85 jeux, le troisième plus gros au Québec, après ceux de la basilique-cathédrale Marie-Reine-du-Monde et de la basilique Notre-Dame toutes deux à Montréal.

## Histoire

### Églises précédentes
Une première église est construite en 1811, laquelle est incendiée dès 1816. Elle est reconstruite aussitôt sur les mêmes plans. La paroisse Notre-Dame de Saint-Roch est fondée en 1829, se détachant de Notre-Dame de Québec. L'intérieur de l'église est alors aménagé selon les plans de Thomas Baillairgé. Un agrandissement est effectué en 1841, mais l'église passe à nouveau au feu lors de l'incendie de 1845. On procède à la deuxième reconstruction entre 1845 et 1852.

### Église actuelle

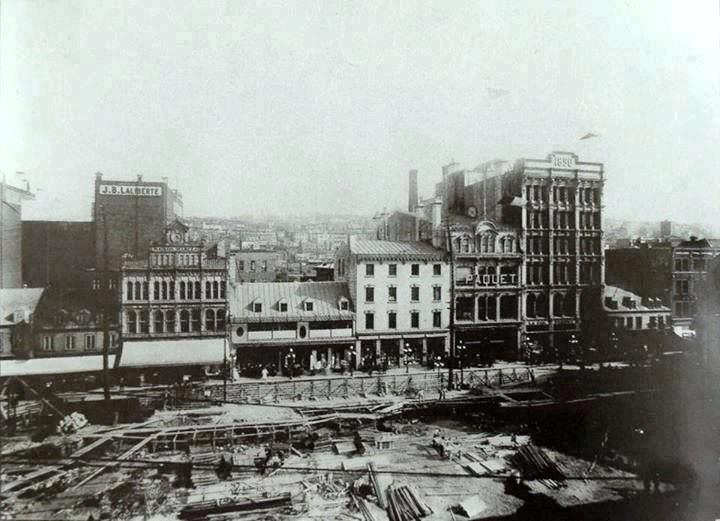
Construction de l'église en 1915

En 1913, la paroisse décide de bâtir une nouvelle église plus grande et plus imposante. Ce sera la quatrième et dernière église. Les architectes Eugène-Michel Talbot  et Dionne proposent des plans de style néo médiéval avec des intérieurs néo-romans. Le chantier débute par la construction du presbytère en 1914, puis se poursuit avec l'église jusqu'en 1918. L'église est ouverte au culte en avril 1920, mais les intérieurs sont inachevés. Louis-Napoléon Audet, un architecte ayant travaillé sur la Basilique Sainte-Anne-de-Beaupré, est chargé de les concevoir. Les bancs sont installés en 1924 et le mobilier du sanctuaire en 1925. Parmi les peintures qu'on y installe, certaines sont réalisées par les maîtres Jacques Blanchard, Collin de Vermont et Antoine Plamondon.
Dans les années 1970, le quartier est déserté au profit des banlieues et l'achalandage de l'église diminue. En 1974, la rue Saint-Joseph est recouverte et devient un centre commercial nommé Mail Saint-Roch. L'église et son parvis se retrouvent cloisonnés au nord de cette infrastructure. Sa fermeture est redoutée à plusieurs reprises. À la suite de la démolition du mail au début des années 2000, le parvis de l'église Saint-Roch redevient un endroit fréquenté du quartier. De nos jours, l'église est l'une des plus actives de la région en ce qui concerne son autofinancement. La paroisse mène des campagnes et offre la location du lieu pour différentes occasions.

## Galerie

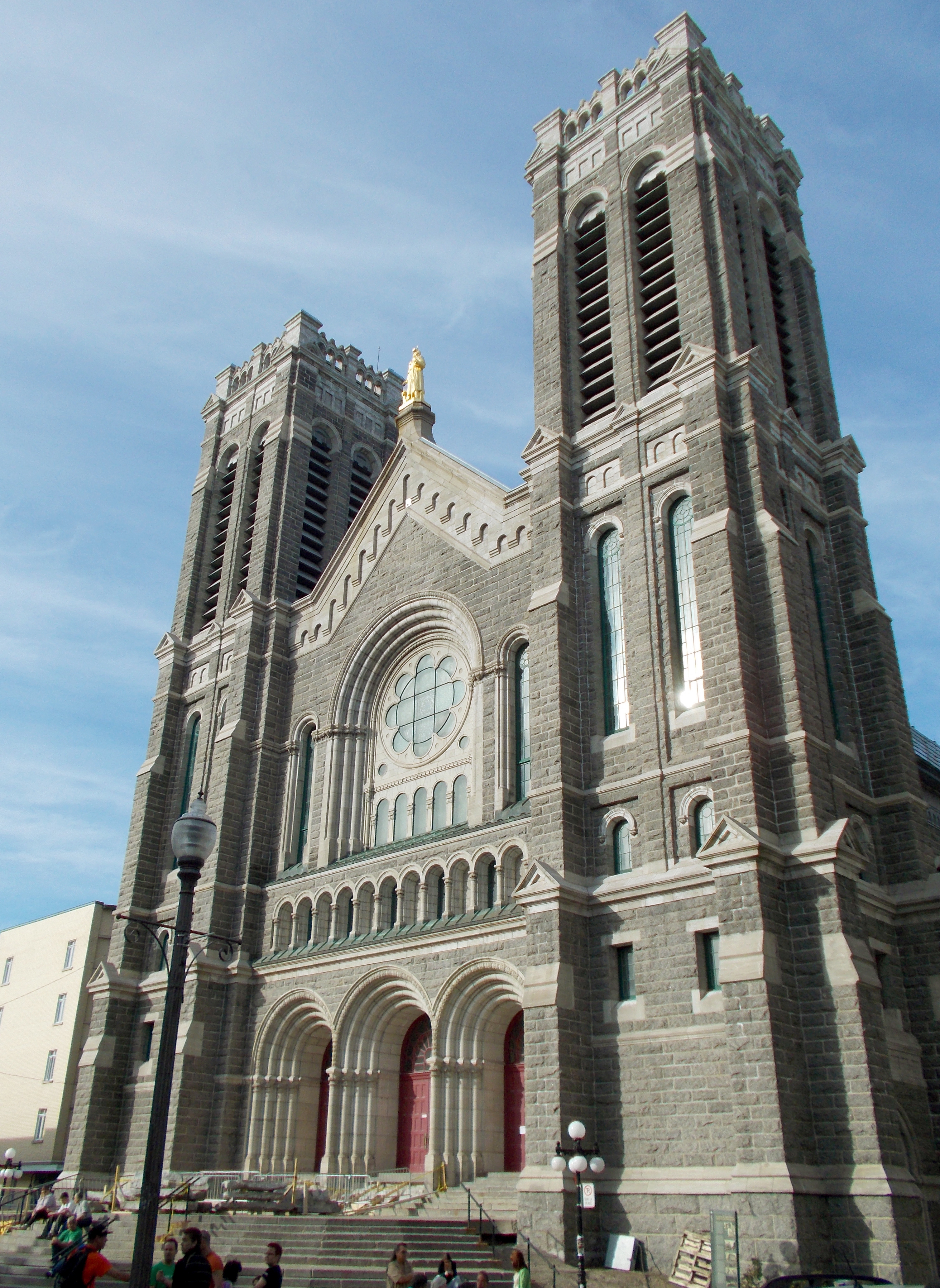
L'église en 2013.
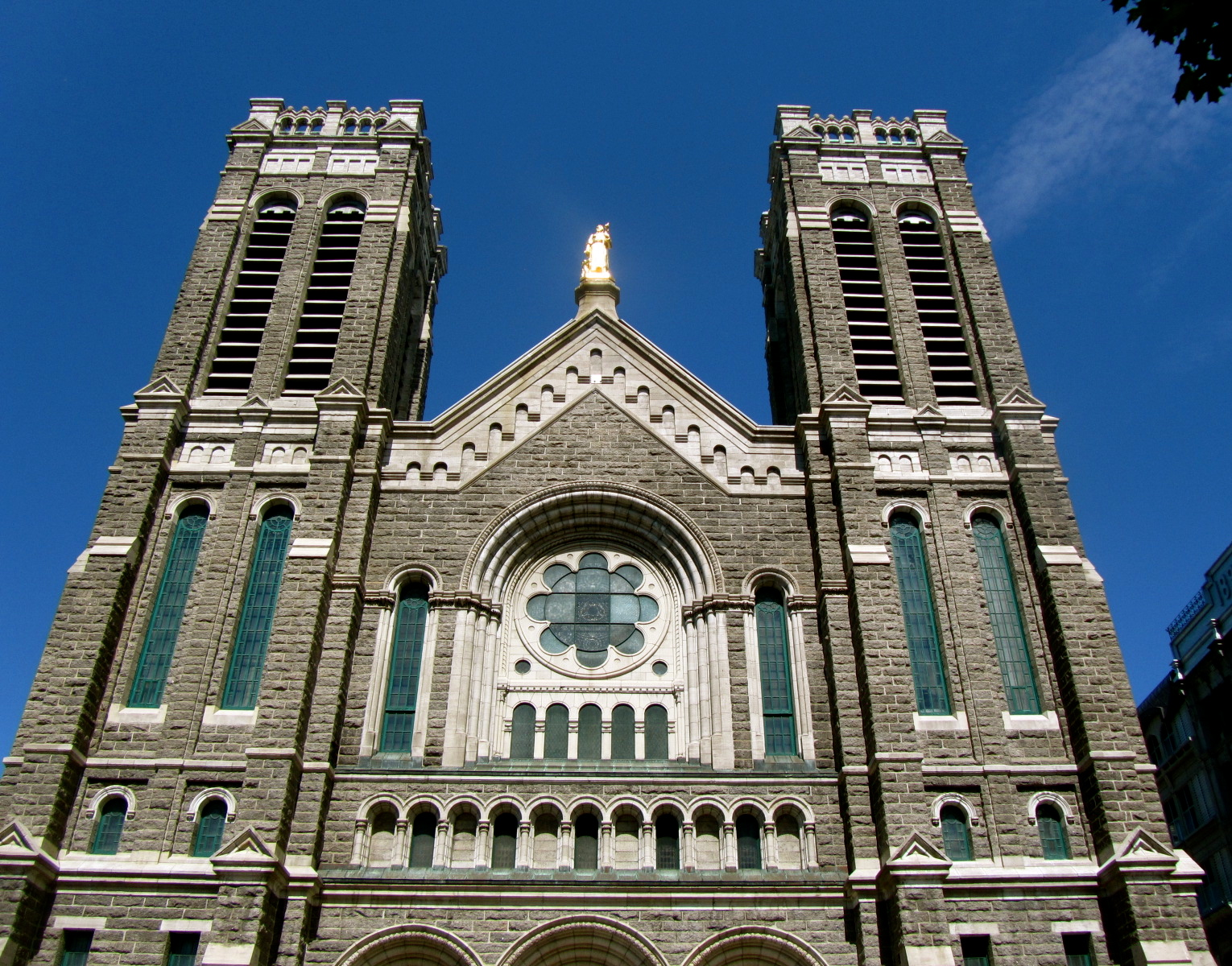
Façade.
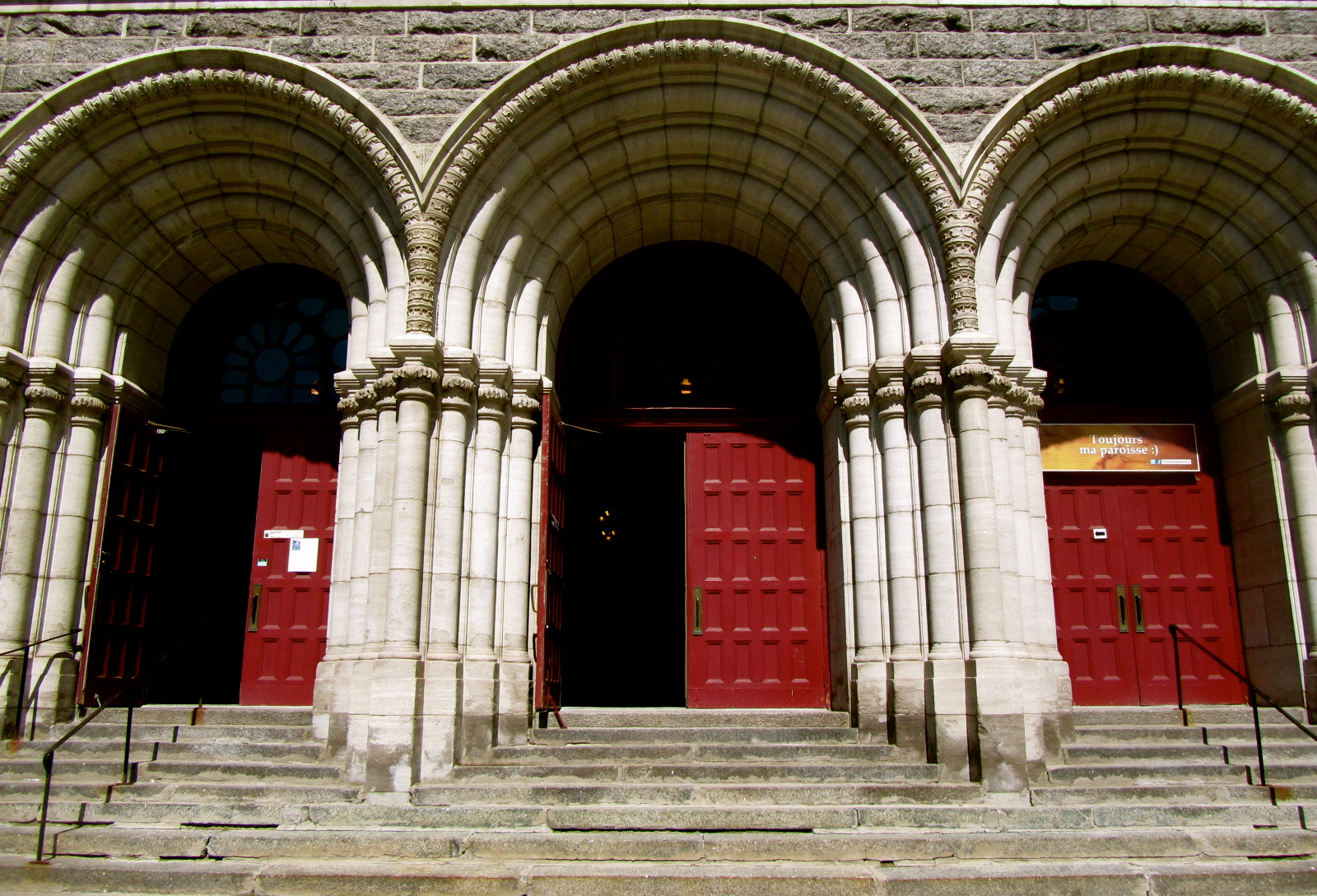
Portes.
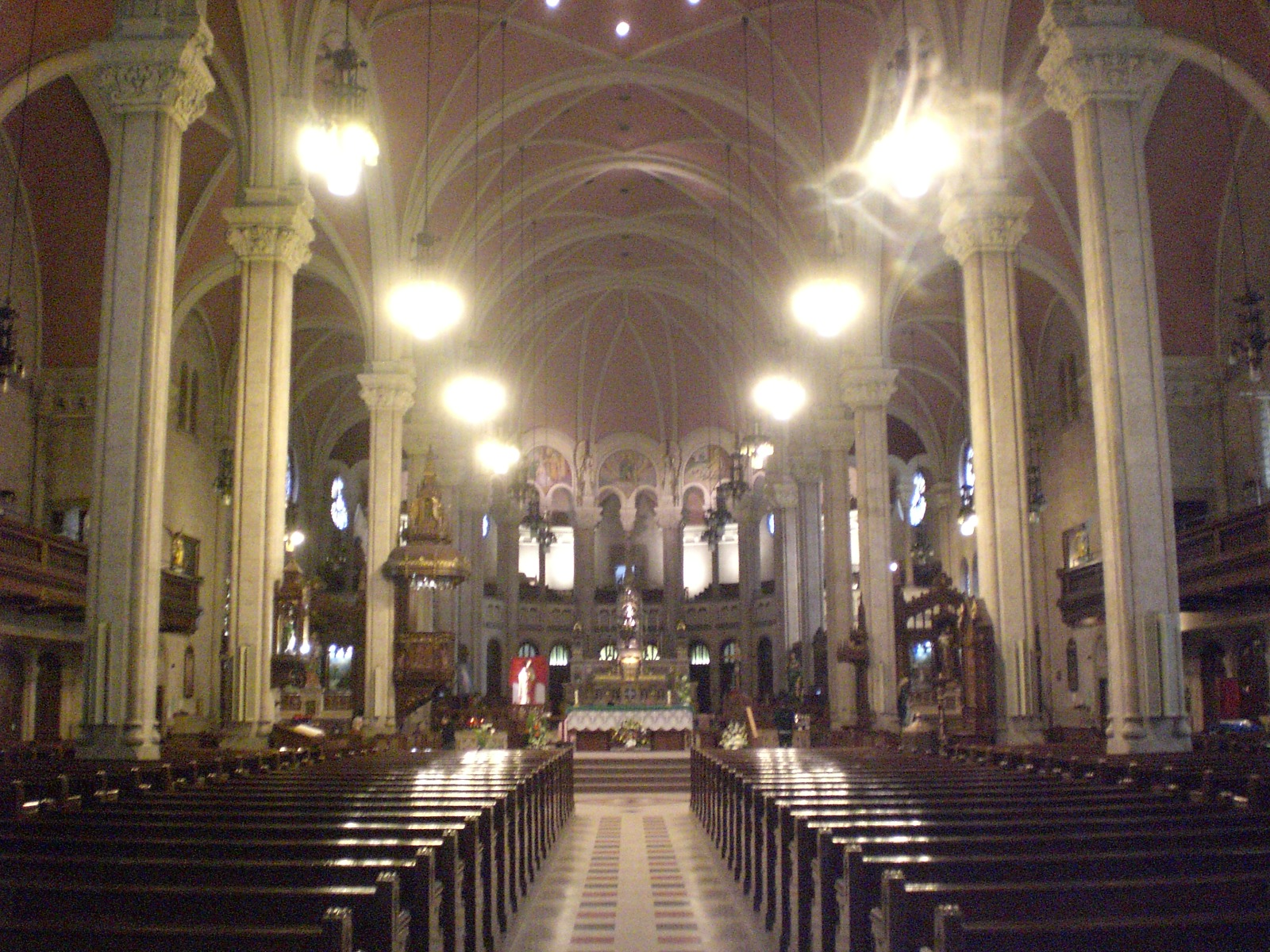
Allée centrale.
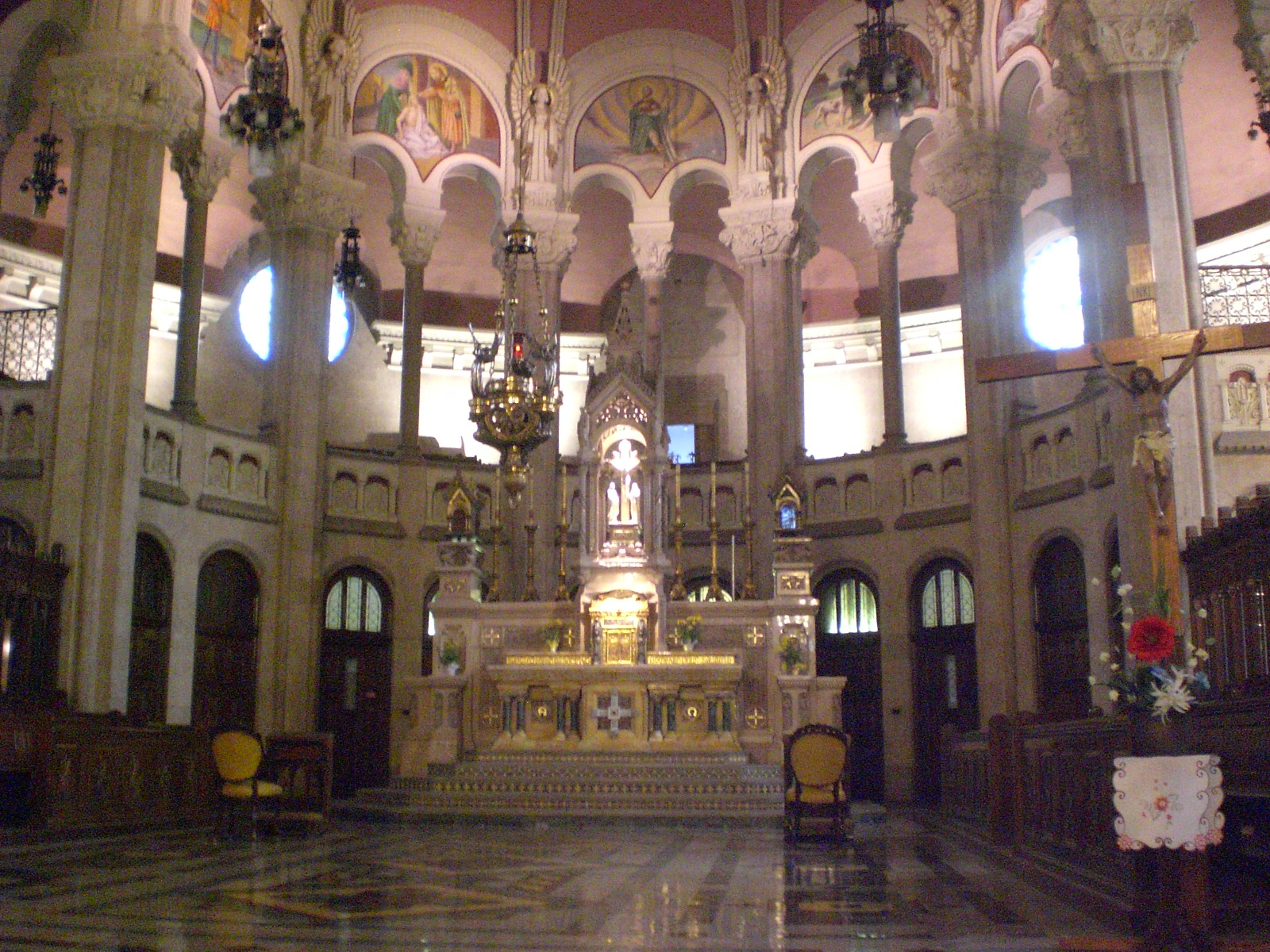
Chœur.

## Hommages toponymiques
La rue du parvis rend hommage et se dirige vers cette église dans la ville de Québec depuis 2006. Auparavant cette rue avait le nom de rue de l'église.